# Ordrupgaard
Ordrupgaard es un museo de arte estatal situado cerca de Dyrehaven al norte de Copenhague en Dinamarca. El museo contiene una de las más importantes colecciones del norte de Europa en arte Danés y Francés de finales del siglo XIX y principios del XX.  
El Ordrupgaard fue fundado por el colecionista de arte Wilhelm Hansen y su esposa Henny Hansen en 1918.

## Historia

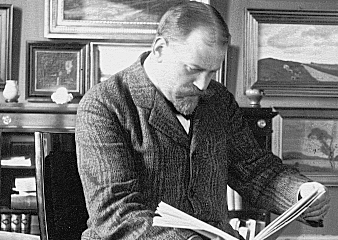
Wilhelm Hansen

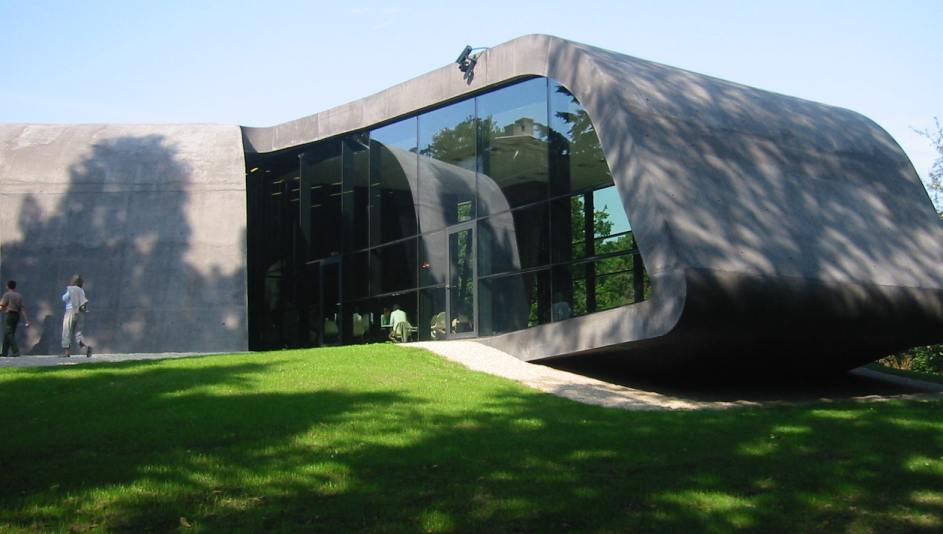
Ampliación diseñada por Zaha Hadid

Wilhelm y Henny Hansen compraron una gran extensión de terreno cerca de Dyrehaven al norte de Copenhague y entre 1916 y 1918 construyeron una casa señorial de tres alas de estilo neo-clásico diseñada por el arquitecto Gotfred Tvede. Al mismo tiempo, en el exterior, se hacen los jardines diseñados por Valdemar Fabricius Hansen en un clásico estilo inglés con un pequeño apartado que se inspira en los jardines de rosas franceses. Originariamente se instaló una fuente de cerámica realizada por Jean-René Gauguin que actualmente se encuentra en el interior por razones de conservación.
El 14 de septiembre de 1918 se inaugura oficialmente Ordrupgaard y en su dircurso de apertura Wilhelm Hansen declara que la colección será donada en el futuro al estado danés.
En 1922 Wilhelm Hansen sufre una grave crisis financiera y personal y para pagar las deudas contraídas se ve obligado a vender más de la mitad de su colección de pintura francesa. Entre las pinturas que debe vender se encuentran importantes obras de Paul Cézanne, Édouard Manet y Paul Gauguin. Entre 1923 y 1933, recuperado de sus pérdidas, Wilhelm hace acopio de nuevo de pintura francesa que aún permanece en el museo.   
Wilhelm Hansen falleció en 1936 y su mujer vivió sola en Ordrupgaard hasta su muerte en 1951. Tal como deseaba su marido, la mujer dejó la casa, los jardines y las colecciones al estado danés. En 1953 Ordrupgaard se abrió de nuevo al público esta vez como museo estatal.
El 30 de agosto de 2005 se inauguró una ampliación diseñada por la arquitecta iraquí Zaha Hadid. Las nuevas instalaciones tienen una extensión de 1.150 metros cuadrados y sus condiciones en seguridad y ambientación permiten al museo presentar exhibiciones especiales de nivel internacional.

## Colección danesa de bellas artes.
Wilhelm Hansen planteó su colección de arte danesa abarcando el siglo XIX y principios del XX, la edad de oro danesa y desde 1892 a 1916 recopiló, entre otros, grandes trabajos de Christoffer Wilhelm Eckersberg, Christen Købke, Johan Thomas Lundbye, P.C. Skovgaard y Wilhelm Marstrand. Gran parte de la colección también muestra el interés de Wilhelm por el arte contemporáneo por lo que también se pueden contemplar obras de artiatas como: Johannes Larsen, Fritz Syberg y Peter Hansen, este último amigo de la infancia de Wilhelm.

## Colección francesa de bellas artes.
Durante la I Guerra Mundial Wilhelm Hansen centró su interés en el arte francés y desde 1916 a 1918 adquirió pinturas, dibujos, acuarelas y esculturas francesas sentando las bases para la creación de un gran museo.
Sus primeras adquisiciones fueron obras de Alfred Sisley, Camille Pissarro, Claude Monet and Auguste Renoir y aunque Wilhelm su interés principal era el impresionismo francés su colección también abarcó estilos anteriores y posteriores. De este modo Ordrupgaard poseía también obras de  Eugène Delacroix representativas del romanticismo, de Gustave Courbet del realismo, Édouard Manet del modernismo o de Paul Gauguin como muestra del simbolismo.
En la adquisición de arte francés, Wilhelm Hansen a menudo, se dejó aconsejar por el crítico de arte Théodore Duret.

## Colección de muebles y artesanía.
Además de por el arte francés y danés Wilhelm mostraba también un gran interés por los muebles y la artesanía especialmente por las cerámicas, candelabros y muebles realizados por Thorvald Bindesbøll.

## Galería de obras

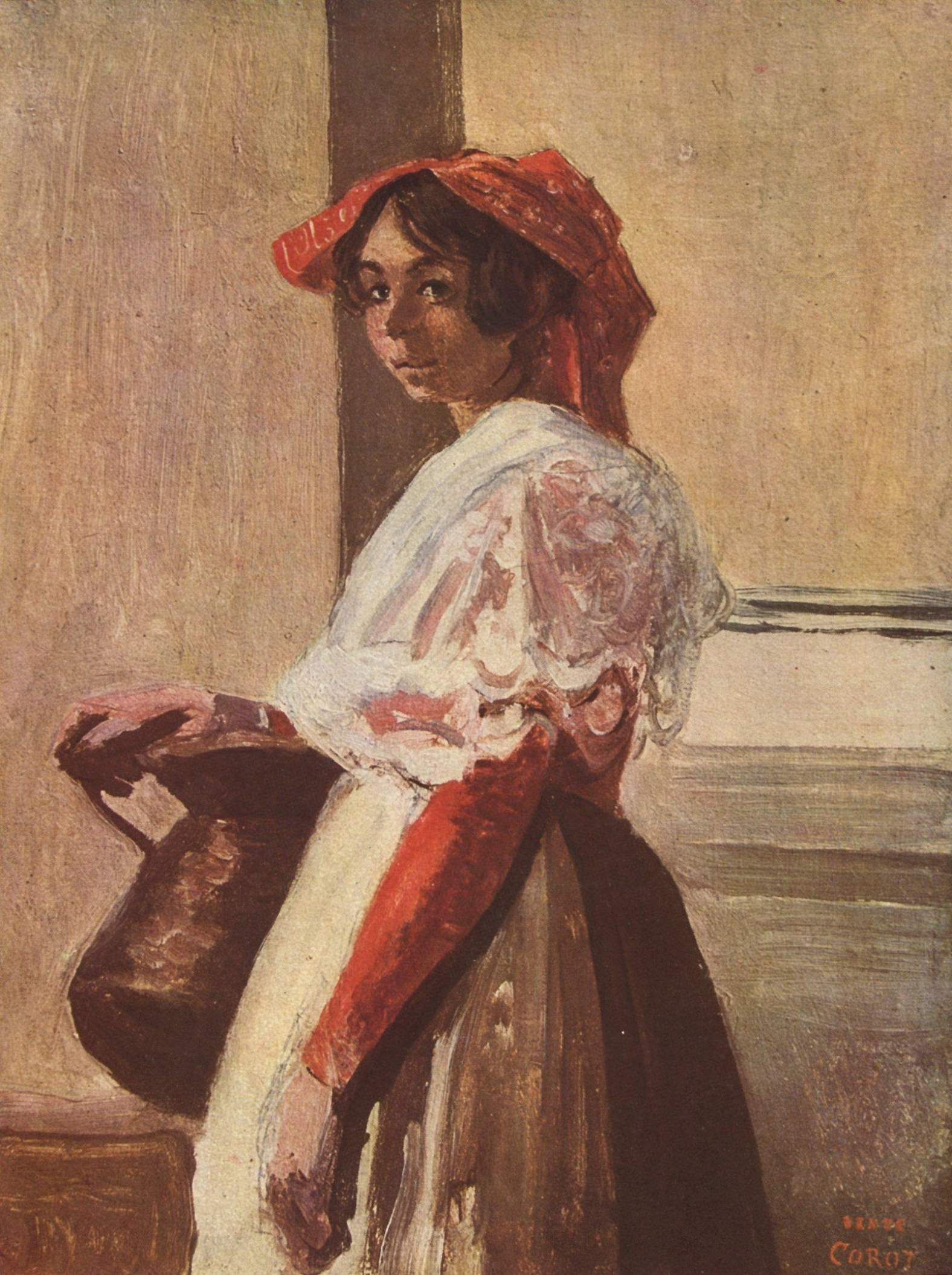
Jean-Baptiste Corot, Italiana con jarra (1826-1828)
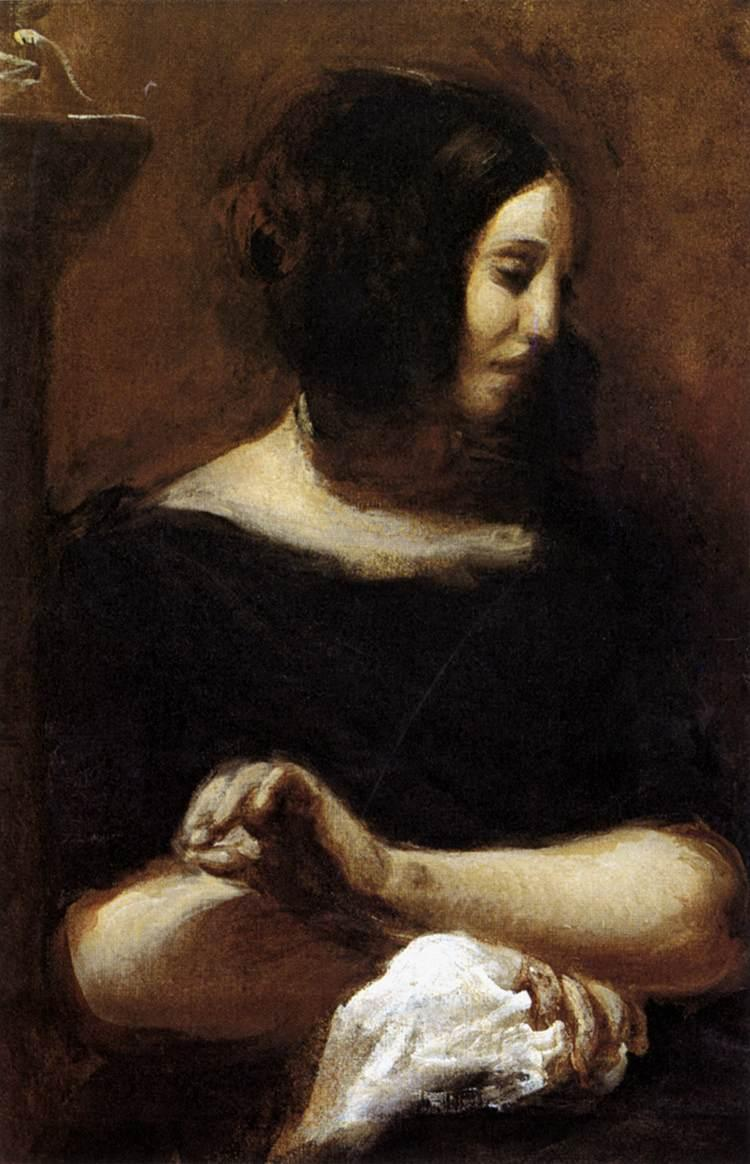
Eugène Delacroix, Retrato de George Sand (1838)
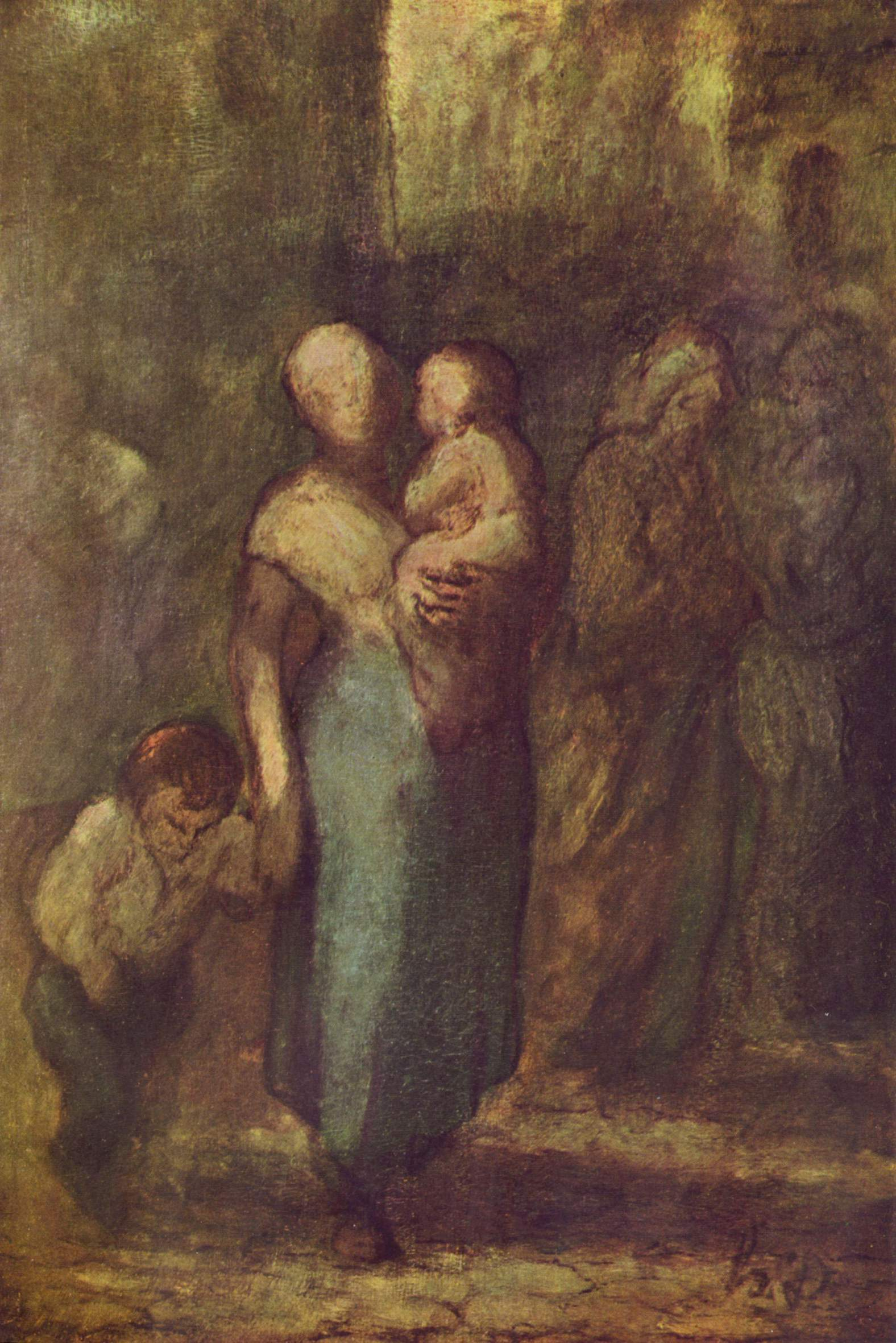
Honoré Daumier, En la calle (1850-1855)
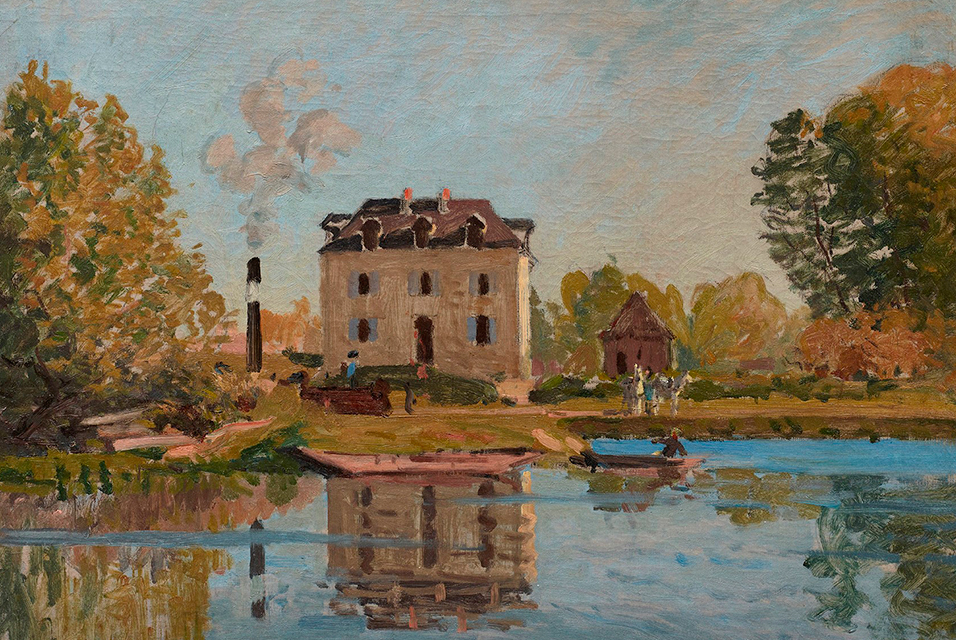
Alfred Sisley, Fábrica a la orilla del Sena (1873)
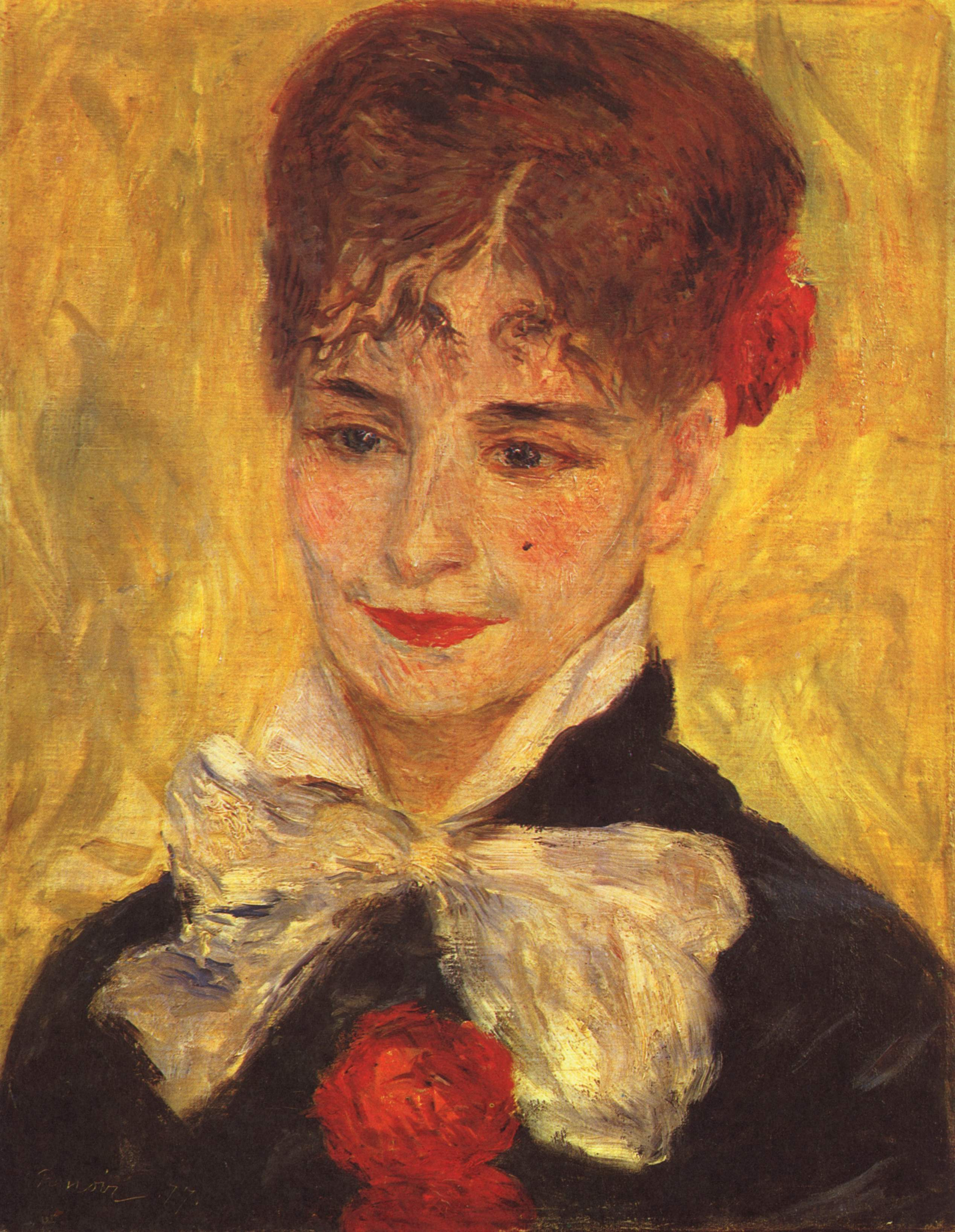
Pierre-Auguste Renoir, Retrato de Mme Iscovesco (1877)
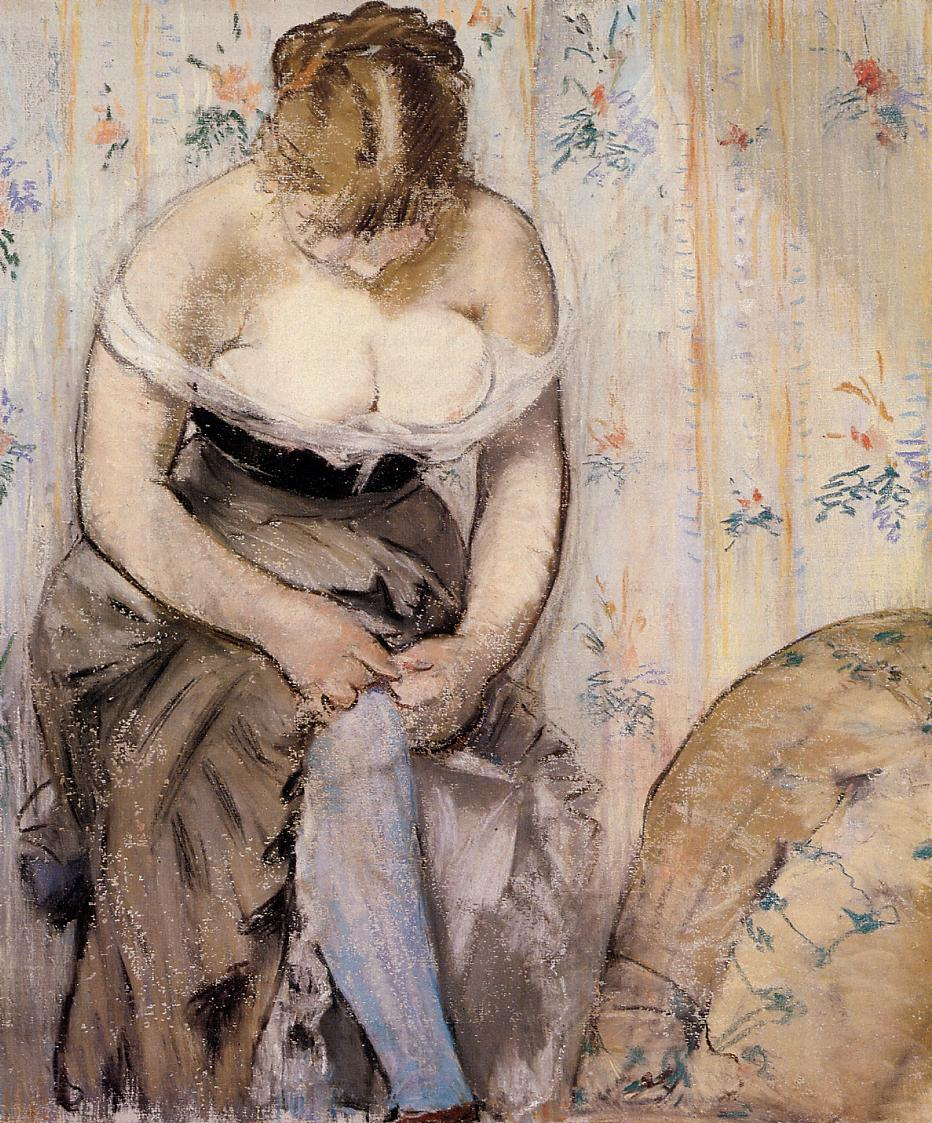
Édouard Manet, La mujer de la liga (1878-1879)
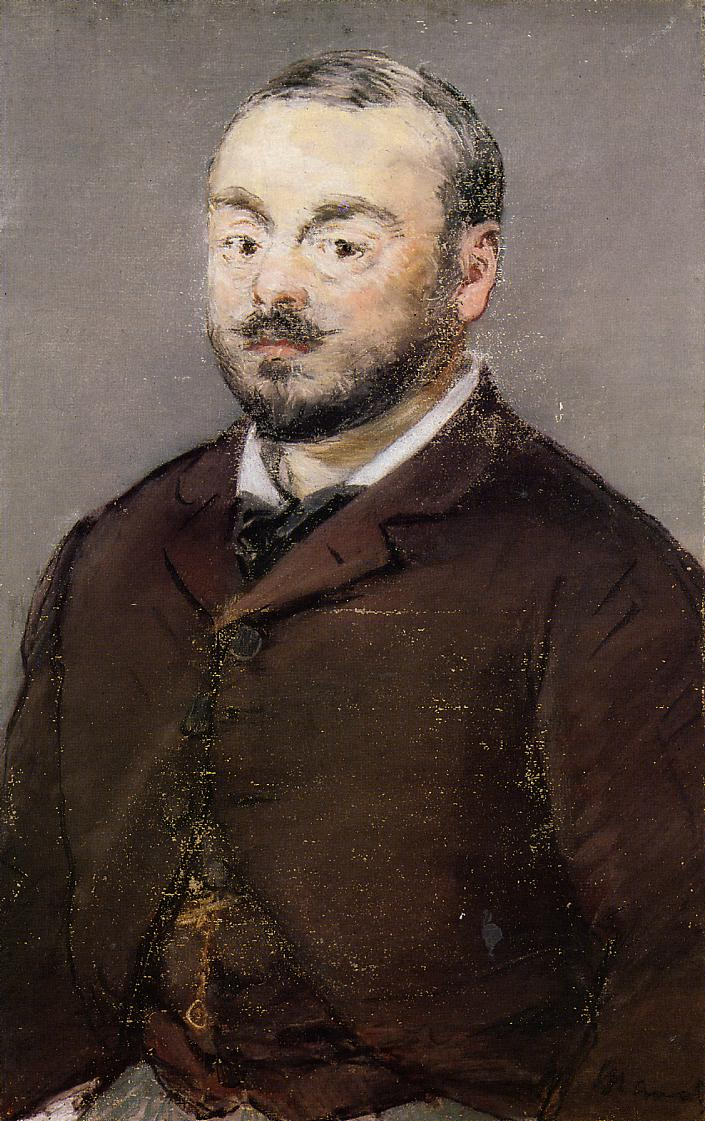
Édouard Manet, Retrato de Emmanuel Chabrier (1880)
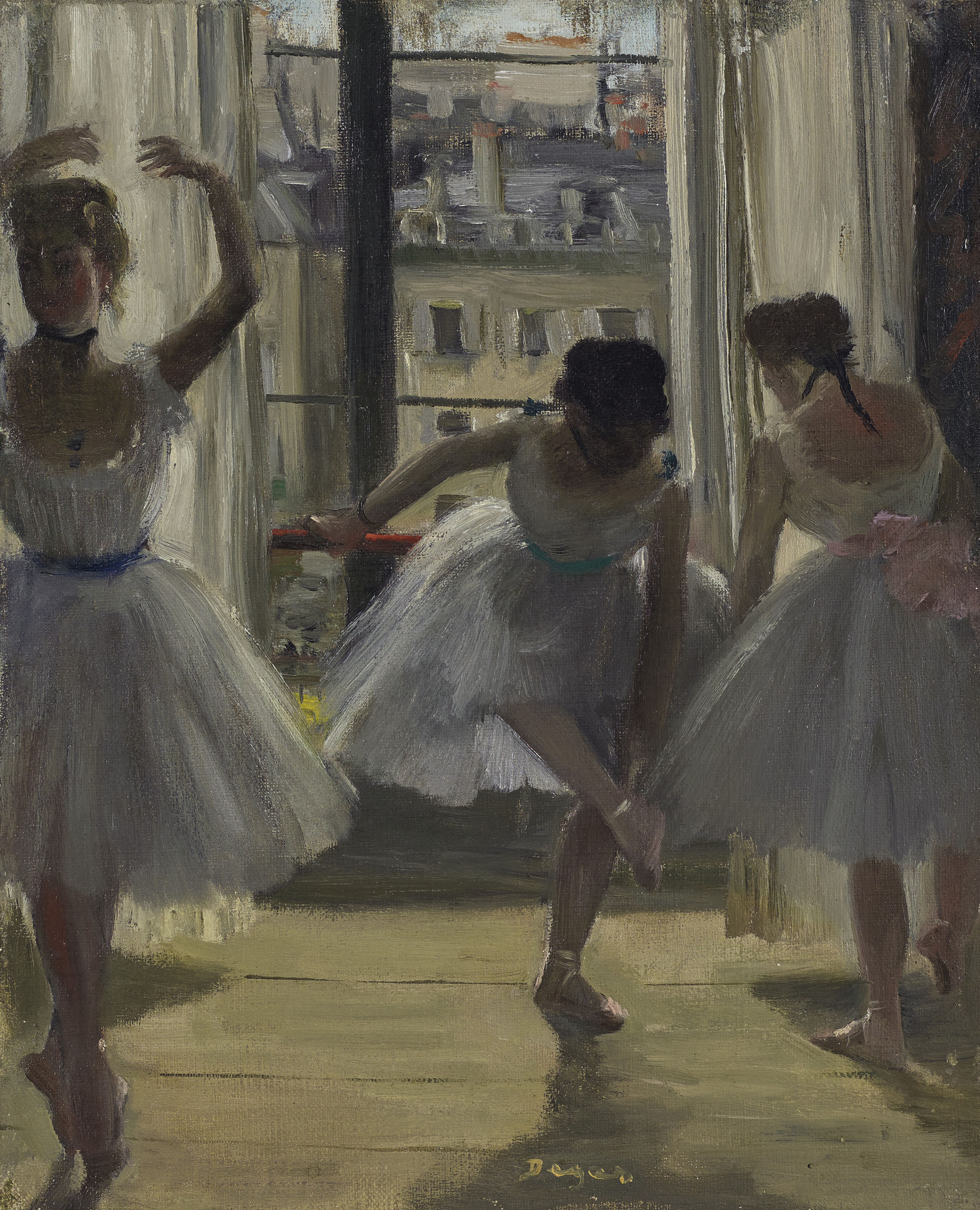
Edgar Degas, Tres bailarines (1898)
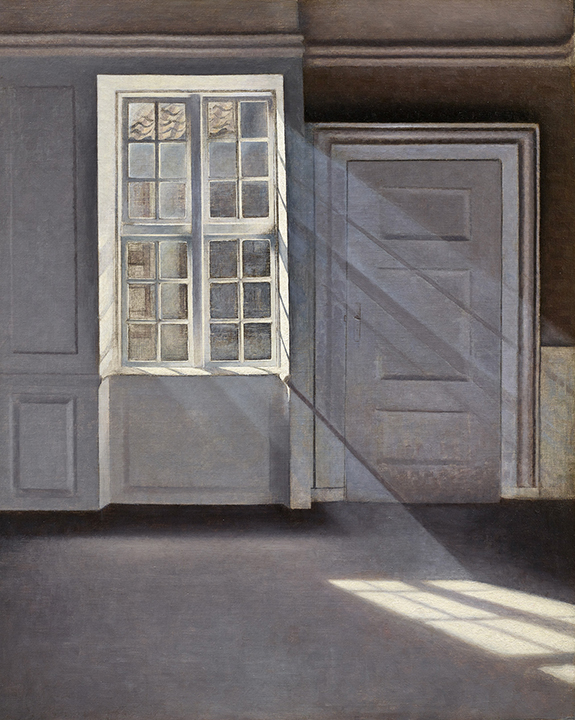
Vilhelm Hammershøi, La danza del polvo en los rayos de sol (1900)
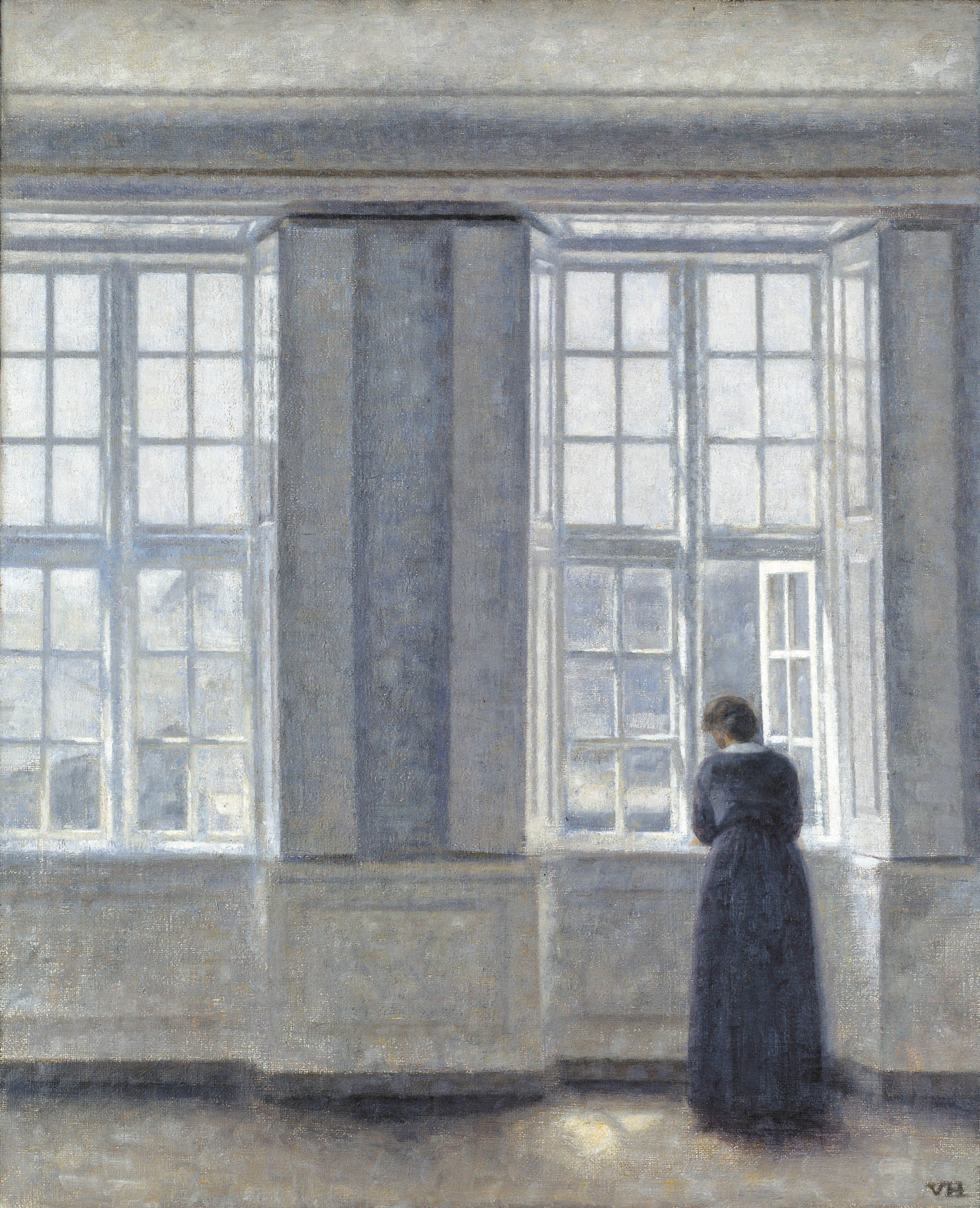
Vilhelm Hammershøi, La ventana alta (1913)
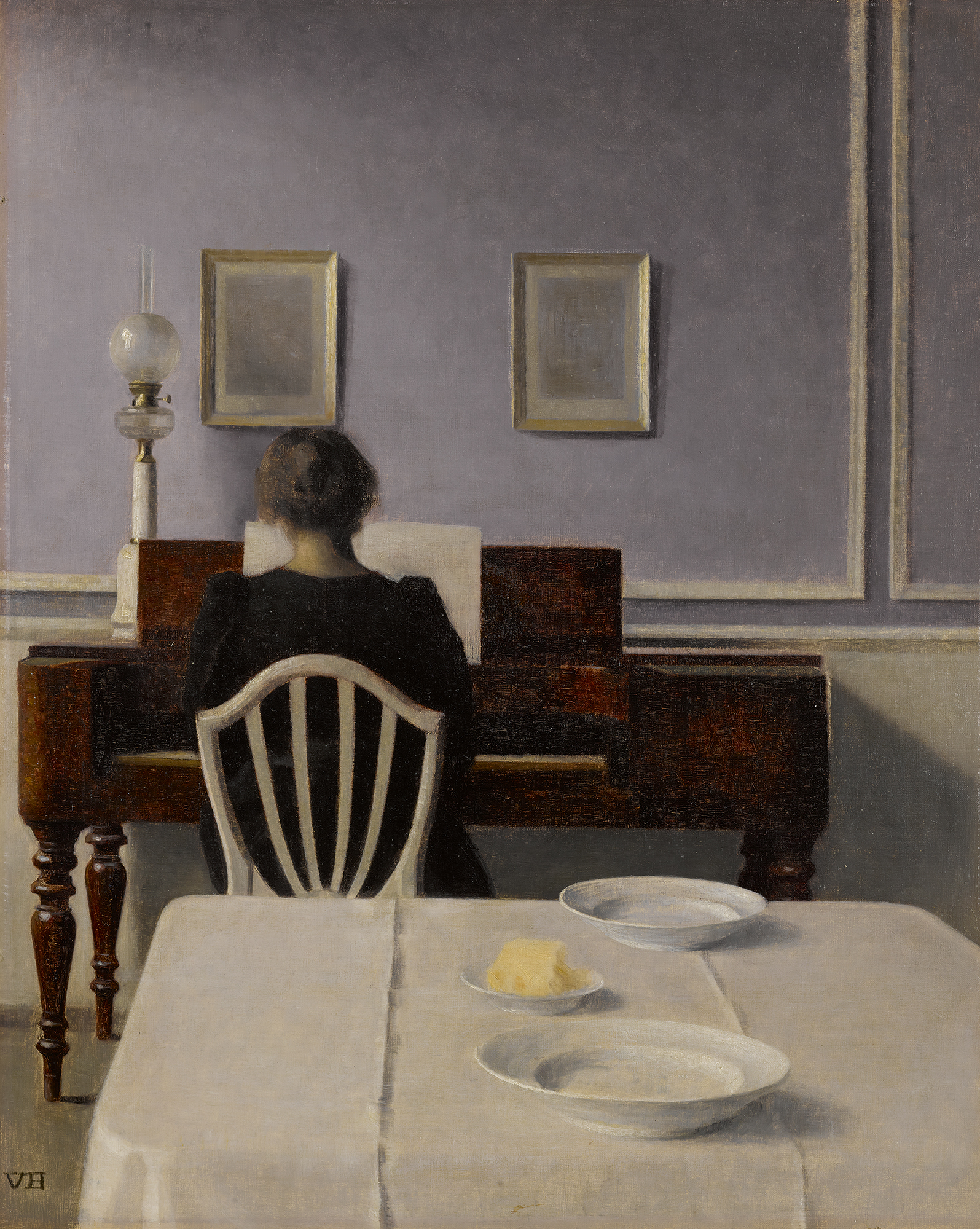
Vilhelm Hammershøi, Interior con mujer al piano
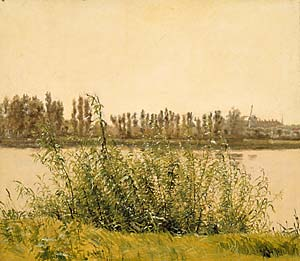
Christen Købke, Vue de Dosseringen
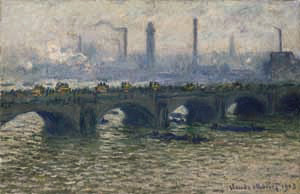
Claude Monet, Puente de Waterloo (1903)
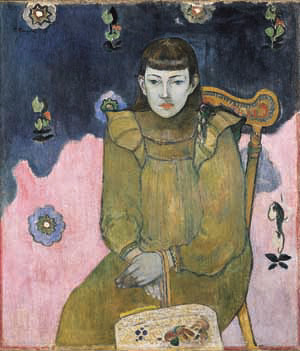
Paul Gauguin, Retrato de mujer joven
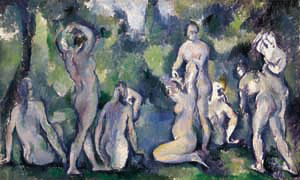
Paul Cézanne, Mujeres en el baño